# Penestomus planus
Espèce
Penestomus planus est une espèce d'araignées aranéomorphes de la famille des Penestomidae.

## Distribution
Cette espèce est endémique d'Afrique du Sud. Elle se rencontre au Cap-Occidental et au Cap-Oriental.

## Description
La femelle holotype mesure 7 mm.
La carapace de la femelle décrite par Miller, Griswold et Haddad en 2010 mesure 2,28 mm.

## Systématique et taxinomie
Cette espèce a été décrite par Simon en 1902.

## Publication originale
- Simon, 1902 : « Descriptions de quelques arachnides nouveaux de la section de Cribellatés. » Bulletin de la Société Entomologique de France, vol. 1902, p. 240-243 (texte intégral).